# Gonzalo García Vivanco
Gonzalo García Vivanco (Guadalajara, 25 de dezembro de 1981) é um ator mexicano. Seu trabalho ganhou destaque ao protagonizar a telenovela mexicana Verano de amor e em sua antagonização na telenovela Relaciones Peligrosas.

## Biografia
Gonzalo García Vivanco nasceu em Guadalajara, Jalisco. Ele tem três irmãos, Juan Cristóbal, Pablo Ignacio, Marco e uma irmã chamada Natalia. Quando tinha 10 anos, se mudou para Sevilla, España, porém logo após um ano voltou a Guadalajara, sua cidade natal. Estudou no Liceo del Valle, onde teve como matéria opcional o Teatro, que havia chamado sua atenção para estudar a atuação e seguir a vida de ator.

## Carreira
Aos 19 anos, García VIvanco estudou por três anos no Centro de Estudios y Formación Actoral (CEFAC) da TV Azteca, para posteriormente participar em algumas produções desta rede televisiva, tal como nas telenovelas Las Juanas, Soñarás e Un nuevo amor. Logo depois, estudou na escola de teatro CasAzul e em seguida se mudou para Madri por três anos a fim de continuar com seus estudos de atuação. Durante sua estadia na Espanha, visitou vários países europeus, tendo que trabalhar como garçom, em relações públicas e como modelo, com a finalidade de custear suas viagens e estudos.

### Televisão
| Año       | Título                | Personagem                                             |
| --------- | --------------------- | ------------------------------------------------------ |
| 2003      | Un nuevo amor         | Pablo de la Vega Montoya                               |
| 2004      | Soñarás               | Pablo                                                  |
| 2004      | Las Juanas            | Juan Ignacio                                           |
| 2009      | Verano de amor        | Mauro Villalba Duarte                                  |
| 2010      | Ojo por ojo           | Arcángel Barragán                                      |
| 2010-2012 | Soy tu fan            | Diego García                                           |
| 2012      | Relaciones peligrosas | Juan Pablo Reyes "JP" / Daniel Arámbula / Gael Sánchez |
| 2013      | La patrona            | Luis "Lucho" Vampa                                     |
| 2014      | Los miserables        | Pedro Morales                                          |
| 2014-2015 | Tierra de reyes       | Flavio Rey del Gallardo                                |
| 2017-2018 | Las malcriadas        | Diego Mendoza Puga                                     |
| 2019-2020 | El dragón             | Roberto Garza Perdomo                                  |
| 2019      | Cuna de lobos         | José Carlos Larios Pineda                              |
| 2021      | La desalmada          | Rigoberto "Rigo" Murillo Campos                        |
| 2022      | Corazón guerrero      | Jesús Guerrero / Lizardo Sánchez Corzo                 |
| 2024      | Lalola                | Facundo Rodríguez                                      |

### Teatro
| Ano  | Obra             | Companhia              |
| ---- | ---------------- | ---------------------- |
| 2008 | La Lámpara Verde | Teatro Barlovento      |
| 2008 | Trainspotting    | Compañía Gabriel Retes |

### Musicais
| Ano  | Título        | Personagem |
| ---- | ------------- | ---------- |
| 2011 | Eres un mamón | —          |
| 2011 | ¡Corre!       | Eduardo    |

## Prêmios e indicações
| Ano  | Premiação                 | Categoria                                | Telenovela            | Resultado |
| ---- | ------------------------- | ---------------------------------------- | --------------------- | --------- |
| 2009 | People en Español         | Melhor ator juvenil                      | Verano de amor        | Indicado  |
| 2010 | Prêmio TVyNovelas de 2010 | Prêmio TVyNovelas de melhor ator juvenil | Verano de amor        | Indicado  |
| 2012 | Prêmio Tu Mundo           | Homem mais bonito                        | Relaciones peligrosas | Indicado  |
| 2012 | People en Español         | Melhor vilão                             | Relaciones peligrosas | Indicado  |
| 2013 | Miami Life Awards         | Melhor vilão de telenovela               | Relaciones peligrosas | Indicado  |
| 2013 | Prêmio Tu Mundo           | Melhor ator coadjuvante                  | La Patrona            | Venceu    |